# Illes italianes (circumscripció del Parlament Europeu)
En les Eleccions al Parlament Europeu, Illes italianes és una circumscripció  del Parlament Europeu, que inclou les regions de Sardenya i Sicília. Les altres circumscripcions són les d'Itàlia nord-oest, Itàlia nord-est, Itàlia central i Itàlia sud.
Com les altres circumscripcions italianes, té només un objectiu de procediment d'elegir els diputats elegits dins de les llistes de partits, ja que la distribució d'escons entre els diferents partits es calcula a nivell nacional (anomenat Collegio Unico Nazionale, 'Circumscripció Nacional Única').

## Crítiques al sistema electoral del Parlament Europeu
A causa de la diferència de població entre les illes, els membres elegits diputats d'aquest districte electoral proven tots de Sicília exclusivament, deixant Sardenya sense representants. Aquest va ser el cas d'aquesta circumscripció des de 2004 a 2009. Els crítics del sistema electoral del Parlament Europeu han comparat aquesta circumscripció amb Malta, una illa amb menys del deu per cent de la població d'aquesta organització política que té el mateix nombre de diputats al Parlament Europeu.